# العلاقات الأذربيجانية التركية
العلاقات الأذربيجانية التركية تشمل السياسات الدولية الجارية بين تركيا وجمهورية أذربيجان. العلاقات بين تركيا وأذربيجان ودية. وأيدت تركيا أذربيجان في حرب كاراباخ. وبالإضافة إلى ذلك، تؤيد أذربيجان تركيا أيضا في مسائل معقدة.

## تارخية
وأصبحت تركيا أول بلد يعترف باستقلال أذربيجان (9 تشرين الثاني / نوفمبر 1991).فإن البلدين لهما آثار اقتصادية واجتماعية كبيرة على بعضهما البعض .ولم يكن هناك سبب يجعل العلاقات بين أذربيجان وتركيا لا تتطور لأن الشعبين والدول رأوا بعضهم البعض كأخوة وصديقين حميمين.

## حرب كاراباخ
وفي عام 1986، هاجمت أرمينيا رسميا مناطق ناغورنو - كاراباخ، وزانجيزور، وناخشيفان، وكوبادلي، التي كانت تحسب في أقاليم أذربيجان.فقد قاموا بغزو بقية المناطق باستثناء ناخشيفان والضغط على الشعب الأذربيجاني الذي يعيش هناك من خلال العصابات المسلحة.لقد كنا في تركيا بين بلدان تؤيد أذربيجان حقا احتلال أرمينيا.وأغلقت تركيا البوابات الحدودية بين أرمينيا والعالم أجمع والشعب الأذربيجاني والدولة التي تقف خلف أذربيجان بالمعنى الاقتصادي والسياسي والسياسي مع رد فعل قوي على أرمينيا.وبالنظر إلى تركيا، فإن أذربيجان لديها مكان عظيم لتركيا في السياسة الخارجية العامة لتركيا.

## معاهدة
1.تركيا، أذربيجان اتفاق التعاون التجاري والاقتصادي، (2 كانون الثاني / يناير1992)
2.اتفاق الصداقة والتعاون والاتفاق الجيد بين جمهورية تركيا وجمهورية أذربيجان (24 كانون الثاني / يناير 1992)
3.اتفاقية التعاون الثقافي والثقافة والتعاون في البحر الأسود، (6 مارس 1993)
4.اتفاق التعاون في المجالات العلمية والتقنية والاجتماعية والثقافية والاقتصادية (9 شباط / فبراير 1994)
5.اتفاق التشجيع المتبادل وحماية الاستثمارات، (4 أبريل 1994)
6.اتفاقية القضاء على الازدواج الضريبي (9 أبريل 1994)
7.تركيا، أذربيجان اتفاقية الضمان الاجتماعي، (17 يوليو 1998)
8.تركيا، اتفاق التعاون في مجال حماية البيئة بين أذربيجان، (14 تشرين الأول / أكتوبر 2004)
9.التعاون مذكرة بين وزارة الدولة لشؤون المرأة والأسرة في جمهورية تركيا واللجنة الحكومية المسؤولة عن الأسرة والمرأة والطفل في جمهورية أذربيجان (4 شباط / فبراير 2008)
10.تركيا، أذربيجان برنامج التعاون الاقتصادي والتجاري طويل الأجل والموافقة على خطة التنفيذ، (18 فبراير 2008)
11.معاهدة التعاون الاستراتيجي بين تركيا وأذربيجان، (16 أغسطس 2010).

## رابطة الاقتصادية
وقد اظهرت أذربيجان التي تتمتع بموارد تحت الأرض غنية بالطاقة بانتهاء خط انابيب بترول باكو - تبيليسى - جيهان حيث سيتم تحسين تجارة الطاقة بين أذربيجان وأذربيجان بشكل كبير إذا استمرت العلاقات بشكل جيد.وقع الحادث بين أذربيجان وتركيا لصالح أذربيجان من الناحية العسكرية.وخلال فترة حيدر علييف، رئيس أذربيجان بين عامي 1993و 2003 قدم التعاون مع الدول الأخرى الحدودية نتيجة للسياسة التي تتبعها أذربيجان.ومن الممكن أن تكون لأذربيجان علاقات طيبة مع الولايات المتحدة وحلف شمال الأطلسي، التي لها تأثير كبير في جميع أنحاء العالم بمساعدة تركيا من أجل القيام بدور نشط في المنطقة.وبين عامي 1996و 1997 وقعت أذربيجان وتركيا اتفاقات عسكرية.وقعت أذربيجان اتفاقات ثنائية على جانبي الحدود التركية من شأنها أن تسمح لهروب المركبات العسكرية.الأذربيجانيين والأتراك من تركيا، لأنهم هم نفس الناس ويأتيون من نفس الجذر، فإن هاتين الدولتين تعتبر كل منهما الأخرى «الدولة الشقيقة».